# Trisetella
Trisetella là một chi gồm khoảng 20 loài lan của Nam Mỹ bản địa của Andes.